# Pfarrkirche Ötting

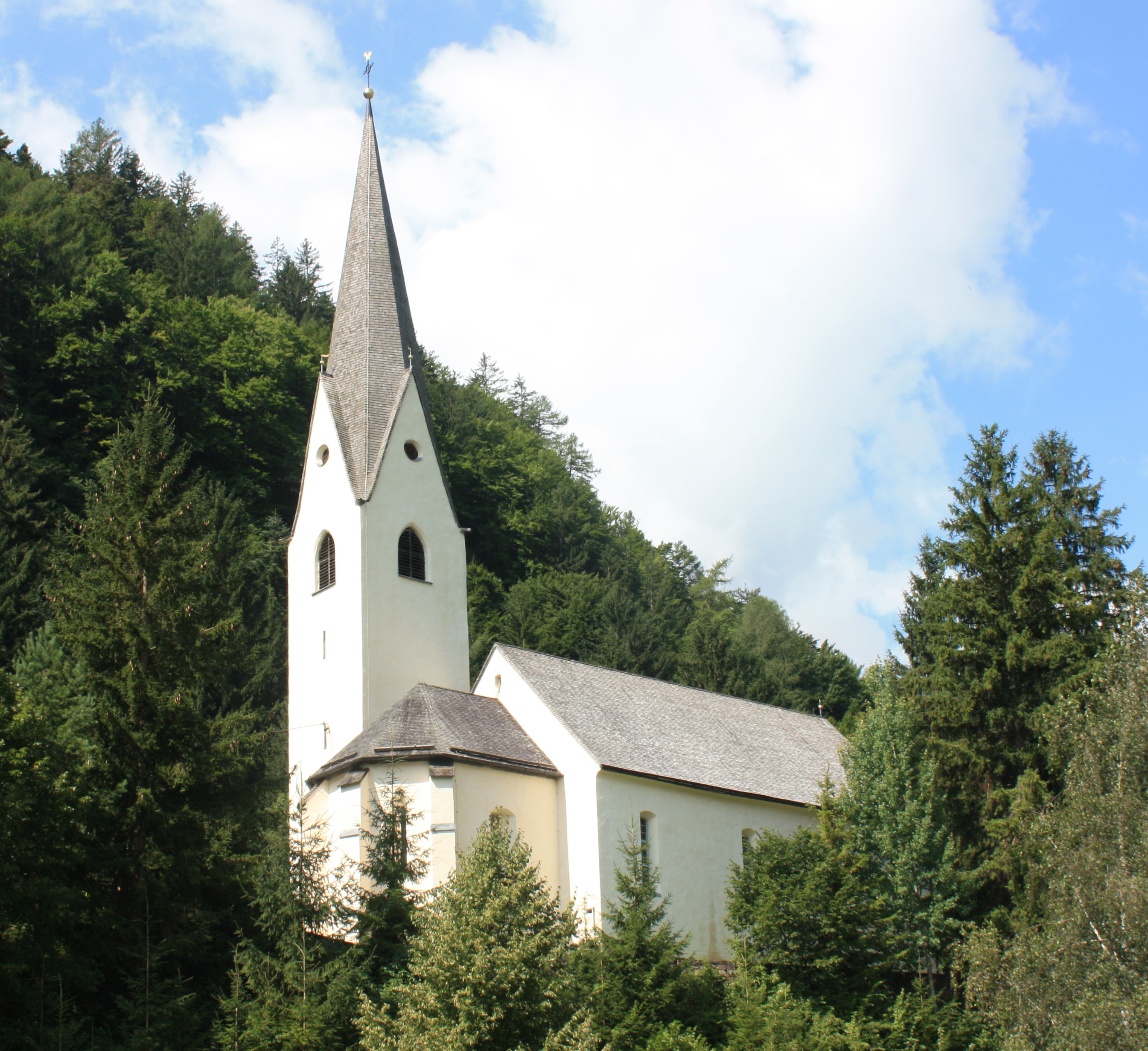
Pfarrkirche Ötting von Nordosten gesehen

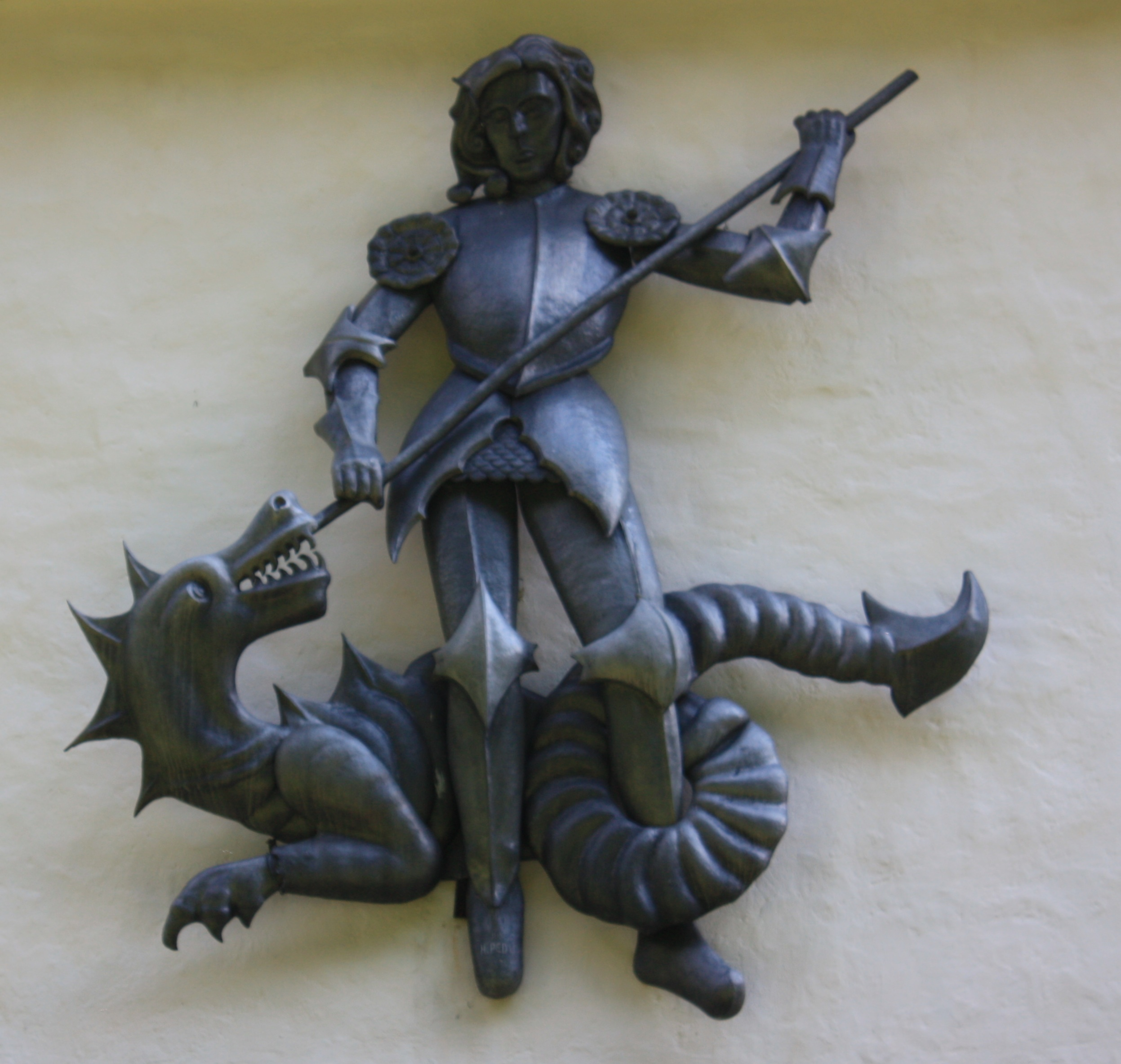
Heiliger Georg

Die römisch-katholische Pfarrkirche Ötting in dem Weiler Ötting, Teil der Marktgemeinde Oberdrauburg, ist dem heiligen Georg geweiht. Sie wurde erstmals 1349 als Eigenkirche der Herrn von Flaschberg erwähnt. Nachdem die Schlossherrn von Flaschberg den protestantischen Glauben angenommen hatten, wurde die Kirche mit einem Prädikanten besetzt. 1594 wurde dieser im Zuge der Gegenreformation vertrieben und um 1600 wieder eine römisch-katholische Pfarre eingerichtet.

## Baubeschreibung
Der mehrfach veränderte gotische Bau besteht aus einem Langhaus mit hohen Segmentbogenfenstern und einem niedrigen, eingezogenen Chor mit Dreiachtelschluss, der von gestuften Strebepfeilern gestützt wird. Der mächtige, gotische Turm an der Chorsüdseite mit Mauerschlitzen und spitzbogigen Schallfenstern wird von einem Spitzgiebelhelm bekrönt. Eine der vier Kirchenglocken goss 1686 Josef Grassmayr. Im Eck zwischen Langhaus und Turm ist eine kleine Sakristei angebaut. Im Chor sind drei ursprüngliche Lanzettfenster erhalten. Betreten wird die Kirche von Süden durch ein Rundbogenportal. Die Dachdeckung besteht aus Holzschindeln.
Im dreijochigen Langhaus wurden nach dem Brand von 1945 eine neue Flachdecke und eine neue Holzempore eingebaut. Ein spitzbogiger abgefaster Triumphbogen verbindet das Langhaus mit dem Chor. Der einjochige Chor mit Dreiachtelschluss ist wie die Sakristei kreuzrippengewölbt.
Die Wandmalereien wurden 1945 sowie 1977 bis 1979 freigelegt. An der linken Triumphbogenwand ist ein  Pantokrator von 1400, eine Marienkrönung und ein Fragment einer Verkündigung aus dem dritten Viertel des 15. Jahrhunderts zu sehen. Die Darstellung des Martyrium der heiligen Katharina und der auferstandene Christus an der rechten Triumphbogenwand werden teilweise vom Seitenaltar verdeckt. Ebenfalls um 1400 entstand die Anbetung der Könige in Felslandschaft an der nördlichen Langhauswand. Die Marienkrönung mit drei verschiedenen Kronen (Dornenkrone, Kaiserkrone und Tiara) an der Chorsüdwand wurde im ersten Viertel des 17. Jahrhunderts in Seccotechnik gemalt, die darunter befindlichen Apostel Andreas und Matthäus in Freskotechnik.

## Einrichtung
Auf dem Hochaltar aus dem 17. Jahrhundert steht eine bemerkenswerte Figur des heiligen Georg von 1600. Die Statue einer Schwarzen Madonna am linken Seitenaltar ist ein Geschenk der Pfarre Altötting. Daneben stehen die Figuren der Heiligen Chrysanthus und Daria. Das Altarbild des rechten Seitenaltars zeigt die Überreichung des Rosenkranzes durch Maria an den heiligen Dominikus, weiters stehen am Altar die Statuen der Heiligen Barbara, Katharina, Joachim und Anna. Folgende Konsolfiguren besitzt die Kirche im Langhaus: eine heilige Katharina vom Ende des 15. Jahrhunderts, einen heiligen Johannes Nepomuk aus dem 18. Jahrhundert sowie einen Schutzengel aus dem späten 18. Jahrhundert. Zur Ausstattung der Kirche gehört auch ein gotischer Taufstein.